# ادواشت
ادواشت (به آلمانی: Edewecht) یک شهر در آلمان است که در امرلند واقع شده‌است. ادواشت ۲۱٬۰۱۳ نفر جمعیت دارد.

## خواهرخوانده
شهر Wusterhausen خواهرخواندهٔ ادواشت هست.